# یوجنیو مونتاله
یوجنیو مونتاله (به ایتالیایی: Eugenio Montale) ‏(۱۲ اکتبر ۱۸۹۶ – ۱۲ سپتامبر ۱۹۸۱) شاعر و مترجم برجسته متولد کشور ایتالیا و برنده جایزه نوبل ادبیات سال ۱۹۷۵ است.

## زندگی
مونتاله پس از انتخاب مشاغل گوناگون در سال ۱۹۲۶ به فلورانس رفت تا در یک مؤسسه انتشاراتی مشغول کار شود از سال ۱۹۲۹ تا ۱۹۳۸ گرداننده «کابینه علمی- ادبی» بود و چون عضویت حزب فاشیستها را نداشت از آن سمت مجبور به استعفا گشت. مدتی ادیتور مجله دو هفتگی II odo بود ۴ دفتر شعر از این نویسنده شاعر منتشر گشته‌است، از سال ۱۹۴۷ منتقد موسیقی و ادبی شد و با یک روزنامه ملی همکاری می‌کند.
نوشته‌های پراکنده‌اش در چند جلد منتشر نموده، همچنین از ملویل، شکسپیر، کورنی و غیره آثاری به زبان ایتالیائی ترجمه کرده‌است.
یوجنیو مونتاله در ۸۴ سالگی در ۱۲ سپتامبر ۱۹۸۱ در میلان ایتالیا چشم از جهان فروبست.

## ترجمه شعر اتاق‌های نو
پس از آن‌که آخرین نخ‌های سیگار
با اشارهٔ تو در بشقاب بلور تمام شدند،
مارپیچی از دود به سوی سقف
به آرامی بالا می‌رفت
به گونه‌ای که مهره‌های فیل و اسب شطرنج
مبهوت آن بودند، و حلقه‌های جدید دود
آن را دنبال می‌کردند، پر جنب و جوش‌تر از
سرْانگشتان تو
سرابی که در آسمان، برج‌ها و پل‌ها را رها می‌ساخت،
با اولین نسیم ناپدید شد؛ پنجره باز می‌شود
دیده نمی‌شود و دود بالا و پایین می‌رود، و آن پایین،
هیاهوی دیگری بر پاست: گروهی از اشباح
مردمی که نمی‌دانند این دود از سیگار توست،
در صفحهٔ شطرنج جایی‌که می‌توانی به تنهایی احساسی را بسرایی
شکّ آن زمان من، شاید خود تو بودی
که بازی را نادیده انگاشتی تا به پایان رسد
و حالا هوای بارانی در پشت درهای تو:
جنون مرده هم اندکْ تشکینی نمی‌یابد
یافت هم اگر، خودْ از از رعدِ نگاهِ توست
اما می‌پرسد شعله‌هایی دیگر، دردی بیشتر
حجابی که خداوند برای تو برمی‌انگیزد
ناگهان، هنگامی که یاری می‌دهد
امروز می‌دانم که می‌خواهی؛ مارتینلا ضربه ضعیف‌اش را می‌زند
و در وحشت می‌افتد
عاج‌های دگرگشته در نوری موهوم از برف انبوه
می‌ماند اما و پاداش شب زنده‌داریِ تنهایی را می‌ستاند
چه کسی می‌تواند در آیینه‌ای مقعر که مهرهٔ سربازی را محاصره کرده
در مصاف چشمان پولادین تو باشد.